# 小行星1742
小行星1742（1742 Schaifers）是一颗围绕太阳公转的小行星。1934年9月7日，卡爾·威廉·萊茵姆特在海德堡发现了此天体。
該小行星以德國天文學家卡爾·凱弗斯（Karl Schaifers）命名。
这颗小行星的绝对星等为212.76947等。